# Черны, Карел
Карел Черны (чеш. Karel Černý; 7 апреля 1922, Пльзень, Чехословакия — 5 сентября 2014, Табор, Чехия) — чешский художник-постановщик и декоратор, лауреат премии «Оскар».

## Карьера
Известен неоднократным сотрудничеством с режиссёром Милошом Форманом. Главным результатом этого партнёрства для Карела Черны стала награда Американской киноакадемии, полученная им за лучшие декорации в фильме «Амадей».
В 2013 году был удостоен «Чешского льва» за жизненные достижения — главной национальной кинопремии Чешской Республики.
Скончался 5 сентября 2014 года, у себя дома в Таборе, в возрасте 92 лет.

## Избранная фильмография
- 1941 — Тяжкая жизнь авантюриста
- 1955 — Путешествие к началу времён
- 1959 — Король Шумавы
- 1962 — Анечка идёт в школу
- 1965 — Чёрный Пётр
- 1965 — Любовные похождения блондинки
- 1967 — Бал пожарных
- 1974—1979 — Тридцать случаев майора Земана
- 1984 — Амадей